# 金華山灯台
金華山灯台（きんかさんとうだい）は、宮城県石巻市の牡鹿半島の先端から1キロメートル沖合いに浮かぶ金華山の東岸の断崖絶壁に立つ白亜の灯台である。リチャード・ブラントンにより設計された、いわゆる「ブラントン灯台」の一つである。初点灯は1876年（明治9年）11月1日である。日本の灯台50選に選ばれている。

## 特徴
金華山灯台は、沖合を進む北海道及びアメリカ合衆国へ向かう船舶にとって、非常に大きな目印となる灯台である。特に、北アメリカ航路の船舶は、シアトルやサンフランシスコを出港すると、ひたすら金華山灯台を目指すコースで太平洋を航行する。これらの船舶にとって金華山灯台が初めて目にする日本であり、遠くに輝く灯火を見て、船舶乗組員は日本にたどり着いた感慨に浸るという。
船舶気象通報（灯台放送）・無線方位信号所及びディファレンシャルGPS局が灯台に併わせて設置され、運用されていた。
海上保安庁の職員は、仙台航空基地所属のヘリコプターでこの灯台へ定期的にやって来る。

## 歴史
金華山灯台は1874年（明治7年）に着工され、1876年（明治9年）5月に竣工した。斜面だったところを切り出して作られた平地に灯台は建設された。工費は4万6865円10銭04厘だった。
この灯台の設計者は、イギリスの土木技術者で、日本の灯台建設のために明治政府のお雇い外国人となっていたリチャード・ブラントンである。ただ、金華山の対岸の町である鮎川には、ブラントンに関する記録や痕跡がなく、建設当時のブラントンの様子などは不明である。また、ブラントンはこの灯台の完成前に帰国した。金華山灯台は竣工した年の11月1日に点灯を始めた。当時の金華山灯台の灯器はドーテー式四重芯火口で、一等級扱いだった。1897年（明治30年）の宮城県沖地震で光源である火口灯器が破損し、翌年の復旧時に第二等レンズと水銀槽回転式に変更された。また当初用いられていたフランス製の第一等不動レンズは1923年に北海道の神威岬灯台へ移設されている。
太平洋戦争中には、金華山灯台は連合国軍の標的とされた。1945年（昭和20年）7月26日、灯台の沖合に浮上した潜水艦が灯台に対して艦砲射撃を行い、灯台長が殉職し、吏員退息所や霧笛舎、無線施設に被害が出た。また、同年7月から8月にかけて航空母艦艦載機による銃爆撃が何度か行われ、灯台諸施設が被弾したが、人的被害はなかった。
2005年（平成17年）にここの滞在管理が終了し、金華山灯台は無人化された。
- 1876年（明治9年）11月1日：初点灯[7]。
- 1879年（明治12年）12月27日：霧笛設置、吹鳴開始[8]。
- 1908年（明治41年）1月1日：船舶通報事務取扱開始[9]。
- 1932年（昭和7年）
  - 2月11日：無線方位信号所業務開始（無線標識）[10]。
  - 12月15日：無線方位信号所において無線羅針局業務開始[11]
- 1945年（昭和20年）：アメリカ軍の攻撃により破壊される。
- 1946年（昭和21年）1月11日：電化の上で復旧[12]。
- 1950年（昭和25年）10月10日：灯質、燭光数変更[13]。
- 1951年（昭和26年）
  - 5月15日：船舶気象通報放送開始、偶数時の11分から13分まで[14]
  - 11月1日：暴風標識信号所設置[15]。
- 2005年（平成17年）4月1日：無人化。
- 2009年（平成21年）4月10日：無線方位信号所（レーマークビーコン）廃止[16]。
- 2016年（平成28年）9月30日：船舶気象通報およびディファレンシャルGPS局からの気象通報が廃止[17]。
- 2017年 - 国の登録有形文化財となった。
- 2019年（平成31年）3月1日、ディファレンシャルGPS局を廃止[18]。

## アクセス
石巻駅から鮎川行きのバスに乗り、終点下車。鮎川港から金華山の観光定期船に乗って上陸。灯台までは徒歩で1時間30分。島内全島は神域であり、環境保護地域である。